# Женщины движения
«Женщины движения» (англ. Women of the Movement) — американский исторический драматический мини-сериал, премьера которого состоялась 6 января 2022 года на канале ABC. Созданный Мариссой Джо Церар сериал сосредоточен на Мейми Тилл-Мобли (Эдриэнн Уоррен), посвятившей свою жизнь поиску справедливости после жестокого убийства сына Эмметта (Седрик Джо). Тоня Пинкинс появилась в роли Альмы Картан, бабушки Эмметта.
Сериал основан на книгах Emmett Till: The Murder That Shocked the World and Propelled the Civil Rights Movement Девери С. Андерсона и Death of Innocence: The Story of a Hate Crime that Changed America Мейми Тилл-Мобли и Кристофера Бенсона.

## Сюжет
Миссисипи в 1955 году: расистские законы Джима Кроу и расовая сегрегация определяют и формируют повседневную жизнь чернокожего населения Соединённых Штатов. Сериал «Женщины движения», действие которого происходит в ту эпоху, рассказывает реальную историю 14-летнего афроамериканца Эммета Тилла, убитого из расистских мотивов, и его матери Мейми Тилл-Мобли, которая неустанно борется за справедливость, способствуя зарождению движения за гражданские права.

## В ролях

### Основной состав
- Эдриэнн Уоррен — Мейми Тилл-Мобли
- Тоня Пинкинс — Альма Картан, мать Мейми и бабушка Эмметта
- Седрик Джо — Эмметт Тилл
- Глинн Тёрмен — преподобный Моуз Райт, дядя Мейми
- Рэй Фишер — Джин Мобли, ухажёр Мейми
- Картер Дженкинс — Рой Брайант
- Крис Кой — Джей У. Милам, сводный брат Роя
- Джулия Макдермотт — Кэролайн Брайант, жена Роя
- Гэри Басараба — шериф Кларенс Страйдер

## Эпизоды
| № | Название            | Режиссёр            | Автор сценария                                                              | Дата премьеры  | Зрители в США (млн) |
| - | ------------------- | ------------------- | --------------------------------------------------------------------------- | -------------- | ------------------- |
| 1 | «Мать и сын»        | Джина Принс-Байтвуд | Марисса Джо Церар                                                           | 6 января 2022  | 3.12                |
| 2 | «Только кожа»       | Тина Мэбри          | Марисса Джо Церар                                                           | 6 января 2022  | 3.12                |
| 3 | «Пусть люди увидят» | Джина Принс-Байтвуд | Эрика Л. Андерсон                                                           | 13 января 2022 | 3.08                |
| 4 | «Охота на человека» | Джули Дэш           | Телесценарий: Кристиан Мартинес Сюжет: Кристиан Мартинес и Сильвия Франклин | 13 января 2022 | 3.08                |
| 5 | «Матери и сыновья»  | Джули Дэш           | Хейли Тайлер                                                                | 20 января 2022 | 2.95                |
| 6 | «Последнее слово»   | Кейси Леммонс       | Марисса Джо Церар                                                           | 20 января 2022 | 2.95                |

## Создание

### Разработка
Jay-Z, Уилл Смит и Аарон Каплан из, соответственно, Roc Nation, Overbrook Entertainment и Kapital Entertainment впервые попытались спродюсировать мини-сериал без названия, основанный на жизни Эммета Тилла, на HBO в 2016 году. Во время работы на HBO группа объединилась с Розанной Грейс и Николь Табс из Serendipity Group Inc, Джоном П. Миддлтоном и Алексом Фостером из The Middleton Media Group и Дэвидом Кларком из Mazo Partners. После ухода проекта с HBO он был переосмыслен, и теперь в центре его внимания оказались женщины периода движения за гражданские права. Сериал, который теперь носит название «Женщины движения», начал разрабатываться в апреле 2020 года.
28 августа 2020 года, в 65-ю годовщину убийства Эмметта Тилла, ABC дал сериалу зелёный свет: Марисса Джо Церар стала сценаристом, а Джина Принс-Байтвуд была назначена режиссёром первого эпизода сериала.

### Кастинг
Изначально на роль бабушки Эмметта Тилла была утверждена Ниси Нэш. 6 января 2021 года было объявлено, что Тоня Пинкинс заменит Нэш в роли Альмы Картан.

## Премьера
21 октября 2021 года ABC выпустил тизер мини-сериала. Премьера первых двух серий состоялась 6 января 2022 года.

## Приём

### Оценки критиков
На сайте-агрегаторе рецензий Rotten Tomatoes фильм получил рейтинг в 89 % одобрения при средней оценке 6,8/10, основанной на 19 отзывах критиков. Единое мнение критиков сайта гласит: «„Женщины движения“ оживляют трагедию Эмметта Тилла с помощью убедительного повествования и глубоко трогательного исполнения Эдриэнн Уоррен и Седрика Джо». Metacritic, который использует средневзвешенную оценку, присвоил фильму 71 балл из 100 на основе 15 критических оценок, что означает «в целом положительные отзывы».